# Акмянський район
Акмянський район (лит. Akmenės rajono savivaldybė) — муніципалітет районного рівня на півночі Литви, що знаходиться у Шяуляйському повіті. Адміністративний центр — місто Науйої-Акмяне.

## Розташування
Межує з Латвією на півночі, з Йонішкіським районом на сході, Шяуляйським районом на південному сході, Тельшяйським районом на південному заході, Мажейкяйським районом на заході.

## Історія
Завдяки покладам вапняку і глини у 1947 році почалося будівництво великого комплексу з виробництва цементу. Поруч з комплексом виникло нове селище Науйої-Акмяне (місто з 1965 року). Район утворений 20 червня 1950 з частини Куршенського і Мажейкяйського повітів. Центр був в Акмяне. З місто у 1962 році адміністративний центр району перенесений в селище Науйої-Акмяне. У тому ж році район був приєднаний до Мажейкяйського району. Заново Акмянський район утворений в 1965 році. В ході реформи самоврядування в Литві у 1995 році з території району утворено муніципалітет районного рівня (лит. Savivaldybė). У 1999 році Векщняйське староство (лит. Viekšnių seniūnija) було приєднано до Мажейкяйського району.

## Загальна характеристика
Площа 845 км². Ліси займають 31,6 % території, торфовища — 6,5 %. Територією району протікає річка Вента. Відомий виробництвом цементу.

## Адміністративний поділ та населені пункти
Район включає 6 староств:

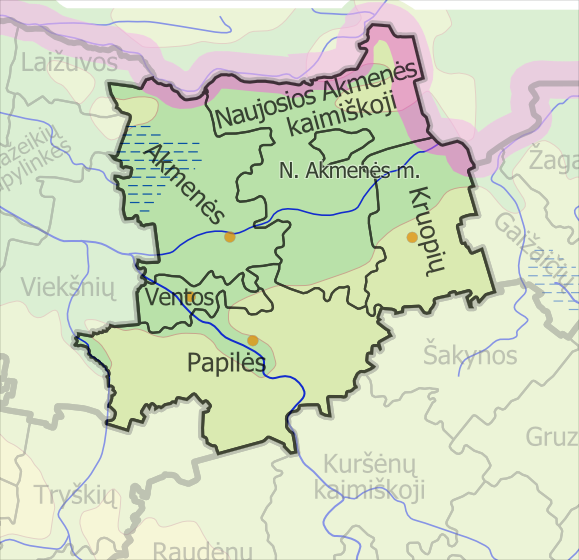
Мапа району із межами староств

- Акмянське (лит. Akmenės seniūnija; адміністративний центр: Акмяне)
- Вянтське (лит. Ventos seniūnija; адміністративний центр: Вянта)
- Круопяйське (лит. Kruopių seniūnija; адміністративний центр: Круопяй)
- Науйої-Акмянське сільське (лит. Naujosios Akmenės kaimiškoji seniūnija; адміністративний центр: Науйої-Акмяне)
- Науйої-Акмянске міське (лит. Naujosios Akmenės miesto seniūnija; адміністративний центр: Науйої-Акмяне)
- Папильське (лит. Papilės seniūnija; адміністративний центр: Папиле)

Район включає 3 міста — Акмяне, Науйої-Акмяне та Вянта, 2 містечка — Круопяй і Папиле, 165 сіл.

## Населення
За оцінками 2014 року населення району становило 21 685 осіб. 47,19 % населення становили чоловіки, 52,81 % — жінки
Найбільші населенні пункти (2001):
- Науйої-Акмяне — 12 345 осіб.
- Вянта — 3 412 осіб.
- Акмяне — 3 140 осіб.
- Папиле — 1 449 осіб.
- Круопяй — 614 осіб.
- Ківиляй — 551 осіб.
- Даубишкяй — 493 осіб.
- Рамучяй — 490 осіб.
- Саблаускяй — 477 осіб.
- Алкишкяй — 444 осіб.

Національний склад станом на 2011 рік:
- Литовці  - 95,36% (22 225 осіб);
- Росіяни  - 2,46% (574 осіб);
- Латиші  - 0,63% (147 осіб);
- Українці  - 0,39% (90 осіб);
- Білоруси  - 0,3% (71 особа);
- Поляки  - 0,28% (65 осіб);
- Цигани  - 0,15% (36 осіб);
- Німці  - 0,09% (20 осіб);
- Інші - 0,34% (79 осіб).